# Bahnstrecke Dortmund-Löttringhausen–Bochum-Langendreer
| |                      |                                        |                                        |
| Streckennummer (DB): | 2141                 |                                        |                                        |
| Kursbuchstrecke (DB): | ex 331 (1979)        |                                        |                                        |
| Kursbuchstrecke: | 232c (1946)          |                                        |                                        |
| Streckenlänge: | 13 km                |                                        |                                        |
| Spurweite: | 1435 mm (Normalspur) |                                        |                                        |
| Maximale Neigung: | 10 ‰                 |                                        |                                        |
| Streckengeschwindigkeit: | 50 km/h              |                                        |                                        |
| |                      |                                        |                                        |
| \| \| \| nach Bochum Nord \| \| \| \| \| nach Bochum \| \| \| \| \| nach Bochum-Laer \| \| \| \| 0,0 \| Bochum-Langendreer \| Bochum-Langendreer \| \| \| \| nach Dortmund \| \| \| \| \| Tunnel Oberstraße (565 m) \| \| \| \| \| nach Witten \| \| \| \| 1,2 \| Siebenplaneten \| Siebenplaneten \| \| \| 3,2 \| Witten-Stockum \| Witten-Stockum \| \| \| 4,8 \| Witten-Sonnenschein \| Witten-Sonnenschein \| \| \| \| Hagen–Dortmund \| \| \| \| 5,8 \| Witten Ost \| Witten Ost \| \| \| 7,4 \| Witten-Stadion \| Witten-Stadion \| \| \| 8,4 \| Witten-Annen Süd \| Witten-Annen Süd \| \| \| 10,1 \| Witten-Rüdinghausen \| Witten-Rüdinghausen \| \| \| 11,3 \| Dortmund-Silberknapp \| Dortmund-Silberknapp \| \| \| 12,2 \| Großholthausen Dortmund-Großholthausen \| Großholthausen Dortmund-Großholthausen \| \| \| \| nach Dortmund \| \| \| \| 13,3 \| Dortmund-Löttringhausen \| Dortmund-Löttringhausen \| \| \| \| nach Hagen \| \| |                      |                                        |                                        |
| Strecke |                      | nach Bochum Nord                       | nach Bochum Nord                       |
| Abzweig geradeaus und von rechts |                      | nach Bochum                            | nach Bochum                            |
| Abzweig geradeaus und von rechts |                      | nach Bochum-Laer                       | nach Bochum-Laer                       |
| Dienststation / Betriebs- oder Güterbahnhof | 0,0                  | Bochum-Langendreer                     | Bochum-Langendreer                     |
| Abzweig geradeaus und nach links |                      | nach Dortmund                          | nach Dortmund                          |
| Kreuzung mit Tunnelstrecke |                      | Tunnel Oberstraße (565 m)              | Tunnel Oberstraße (565 m)              |
| Abzweig ehemals geradeaus und nach rechts |                      | nach Witten                            | nach Witten                            |
| Haltepunkt / Haltestelle (Strecke außer Betrieb) | 1,2                  | Siebenplaneten                         | Siebenplaneten                         |
| Bahnhof (Strecke außer Betrieb) | 3,2                  | Witten-Stockum                         | Witten-Stockum                         |
| Haltepunkt / Haltestelle (Strecke außer Betrieb) | 4,8                  | Witten-Sonnenschein                    | Witten-Sonnenschein                    |
| Kreuzung geradeaus oben (Strecke geradeaus außer Betrieb) |                      | Hagen–Dortmund                         | Hagen–Dortmund                         |
| Bahnhof (Strecke außer Betrieb) | 5,8                  | Witten Ost                             | Witten Ost                             |
| Haltepunkt / Haltestelle (Strecke außer Betrieb) | 7,4                  | Witten-Stadion                         | Witten-Stadion                         |
| Bahnhof (Strecke außer Betrieb) | 8,4                  | Witten-Annen Süd                       | Witten-Annen Süd                       |
| Haltepunkt / Haltestelle (Strecke außer Betrieb) | 10,1                 | Witten-Rüdinghausen                    | Witten-Rüdinghausen                    |
| Haltepunkt / Haltestelle (Strecke außer Betrieb) | 11,3                 | Dortmund-Silberknapp                   | Dortmund-Silberknapp                   |
| Haltepunkt / Haltestelle (Strecke außer Betrieb) | 12,2                 | Großholthausen Dortmund-Großholthausen | Großholthausen Dortmund-Großholthausen |
| Abzweig ehemals geradeaus und von links |                      | nach Dortmund                          | nach Dortmund                          |
| Bahnhof | 13,3                 | Dortmund-Löttringhausen                | Dortmund-Löttringhausen                |
| Strecke |                      | nach Hagen                             | nach Hagen                             |

Die Bahnstrecke Dortmund-Löttringhausen–Bochum-Langendreer ist eine ehemalige, gut 13 Kilometer lange Eisenbahnstrecke vom Bahnhof Bochum-Langendreer zum Bahnhof Dortmund-Löttringhausen im Ruhrgebiet in Nordrhein-Westfalen. Sie verbindet heute als Bahntrassen-Rad- und Fußweg die Städte Dortmund, Witten und Bochum.
Ihre volkstümliche Bezeichnung ist Rheinischer Esel.

## Geschichte
Ursprünglich von der Rheinischen Eisenbahn-Gesellschaft als Hauptstrecke und Direktverbindung ihrer beiden wichtigsten Strecken im Rheinisch-Westfälischen Industriegebiet – nämlich Osterath–Dortmund Süd und Düsseldorf-Derendorf–Dortmund Süd – geplant, diente die am 15. Dezember 1880 eröffnete Bahn vornehmlich dem lokalen Verkehr im südlichen Ruhrgebiet. Anfänglich gab es lediglich die sechs Bahnhöfe Langendreer (ab 1929 Bochum-Langendreer), Stockum (ab 1949 Witten-Stockum), Witten (ab 1897 Witten Ost), Annen Süd (ab 1950 Witten-Annen Süd), Rüdinghausen (ab 1946 Witten-Rüdinghausen) und Löttringhausen (ab 1949 Dortmund-Löttringhausen). In den Jahren 1953 und 1954 kamen weitere fünf Haltepunkte hinzu: Siebenplaneten (nach der Zeche gleichen Namens), Witten-Sonnenschein, Witten-Stadion, Dortmund-Silberknapp und Dortmund-Großholthausen.
Die Strecke wurde primär für den Güterverkehr gebaut und war mit einer maximalen Steigung von 10 ‰ ausgelegt. Zudem wurde sie von Arbeitern zum Erreichen ihrer Arbeitsplätze und Marktfrauen zum Erreichen der umliegenden Märkte genutzt. Diese Frauen waren häufig mit Körben voll Obst und Gemüse, Eierkisten, oft auch Hühnern und Stallhasen bepackt – daher der Name Rheinischer Esel.
Gewerbekunden waren die Zeche Gottessegen, alle wichtigen Annener Zechen, das Sägewerk Klingelhöfer, Dynamit Nobel, die Wittener Stahlröhren-Werke AG (seit 1918 „Abteilung Witten“ der Mannesmannröhren-Werke AG), der Stückgutbahnhof Witten Ost und die Stahlfirmen Geissler und Wassermann.
Der Personenverkehr auf dieser Strecke wurde am 30. November 1979 eingestellt. Am 30. November 1982 wurde die Teilstrecke zwischen den Bahnhöfen Löttringhausen und Witten Ost durch die Deutsche Bundesbahn komplett stillgelegt. Dieser Abschnitt wird heute als Rad- und Wanderweg genutzt. Der Güterverkehr zwischen Witten-Stockum und Witten Ost wurde am 31. Dezember 2001 und auf dem letzten genutzten Teilstück zwischen Witten-Stockum und Bochum-Langendreer am 31. Dezember 2004 wegen baulicher Mängel eingestellt und die Strecke bis Anfang 2006 zurückgebaut.

## Radweg Rheinischer Esel
Der östliche Teil der Strecke zwischen Dortmund und Witten wurde in den Jahren 1988 bis 1990 zum Rad- und Wanderweg umgebaut. Er bietet die Möglichkeit, auf der alten Bahntrasse das Ardeygebirge annähernd steigungsfrei bis zum Ruhrtal zu queren. Auf einer landschaftlich ansprechenden Strecke passiert der Weg beginnend nahe dem Bahnhof in Löttringhausen zunächst die Dortmunder Stadtteile Großholthausen und Kruckel, führt dann in Witten über Rüdinghausen und Annen bis in die Nähe der Innenstadt. Von dort besteht eine direkte Verbindung zum Ruhrtalradweg.
In den Jahren 2011 und 2012 wurde auch der westliche Teil von Witten-Mitte bis Bochum-Langendreer zum Rad- und Wanderweg ausgebaut. Dieser Teil der Strecke wurde durchgehend asphaltiert, während der östliche Teil über eine wassergebundene Oberfläche verfügt.
Zwischen Witten-Rüdinghausen und der A 448 wurde ein Planetenweg angelegt.

## Bildergalerie

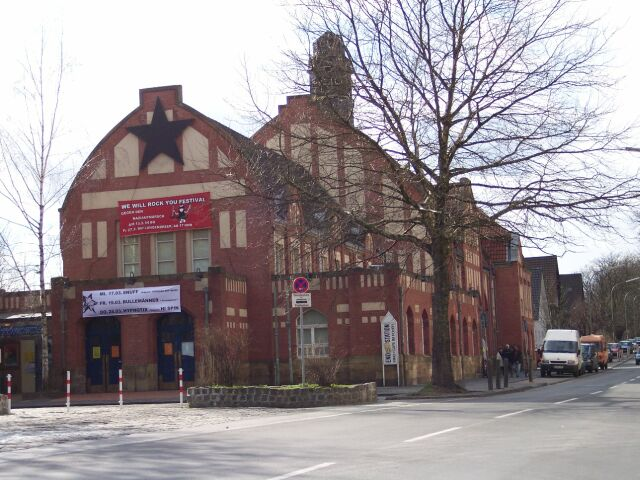
Empfangsgebäude des ehemaligen Bahnhofs Bochum-Langendreer, heute Kulturzentrum
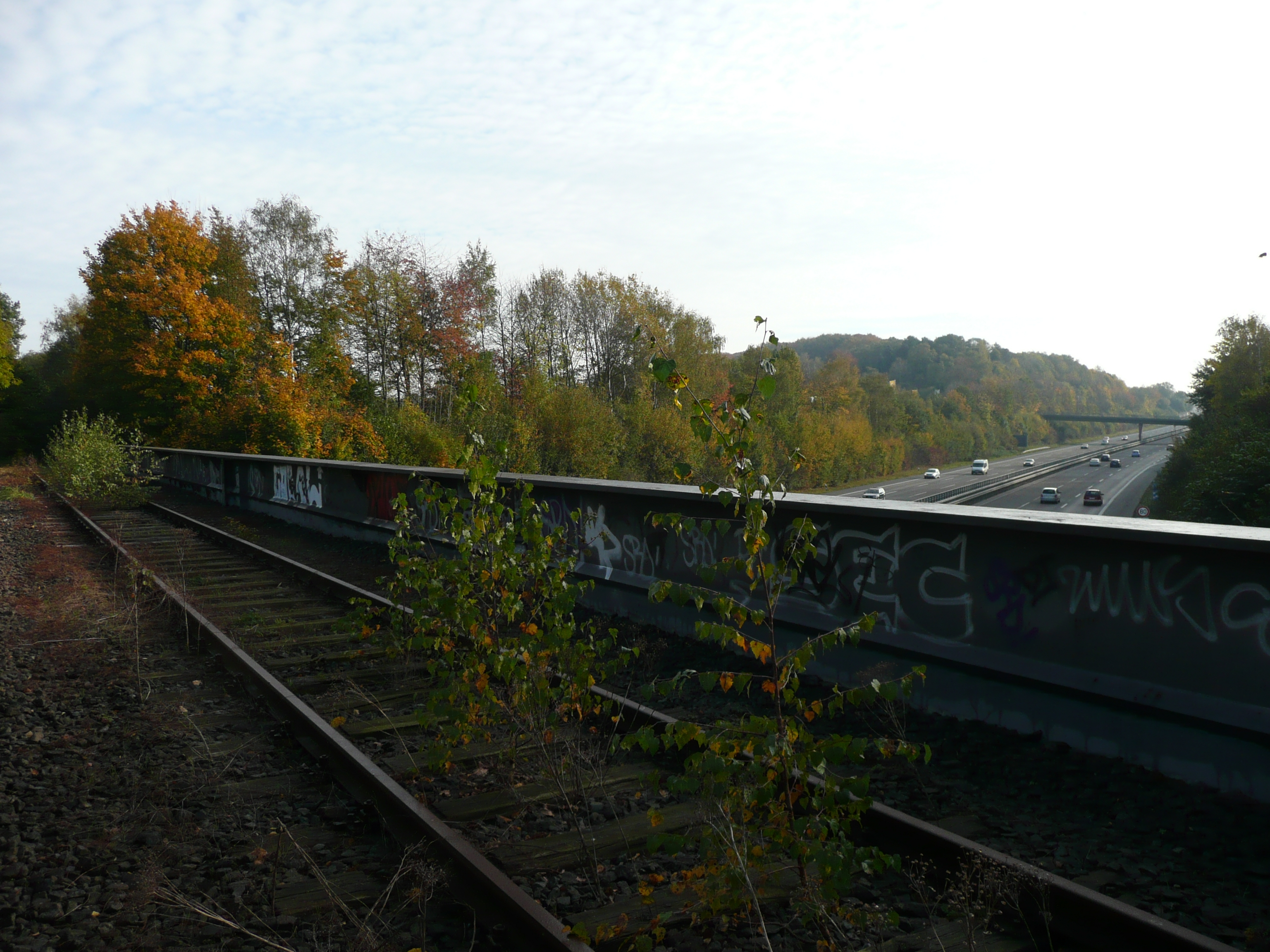
Brücke über die A 448
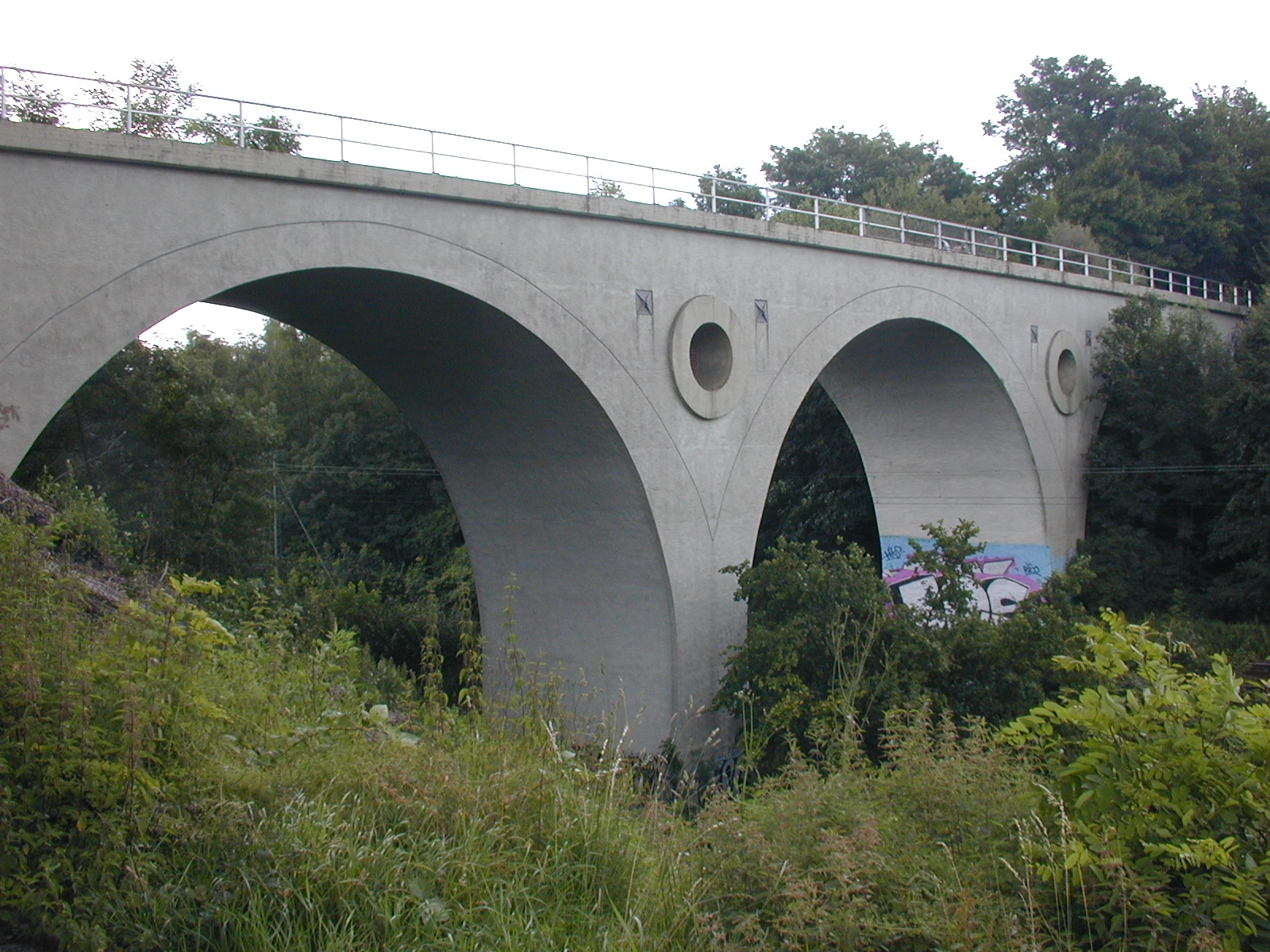
Brücke über die Bahnstrecke Elberfeld–Dortmund in Witten, nahe der Haltestelle Sonnenschein
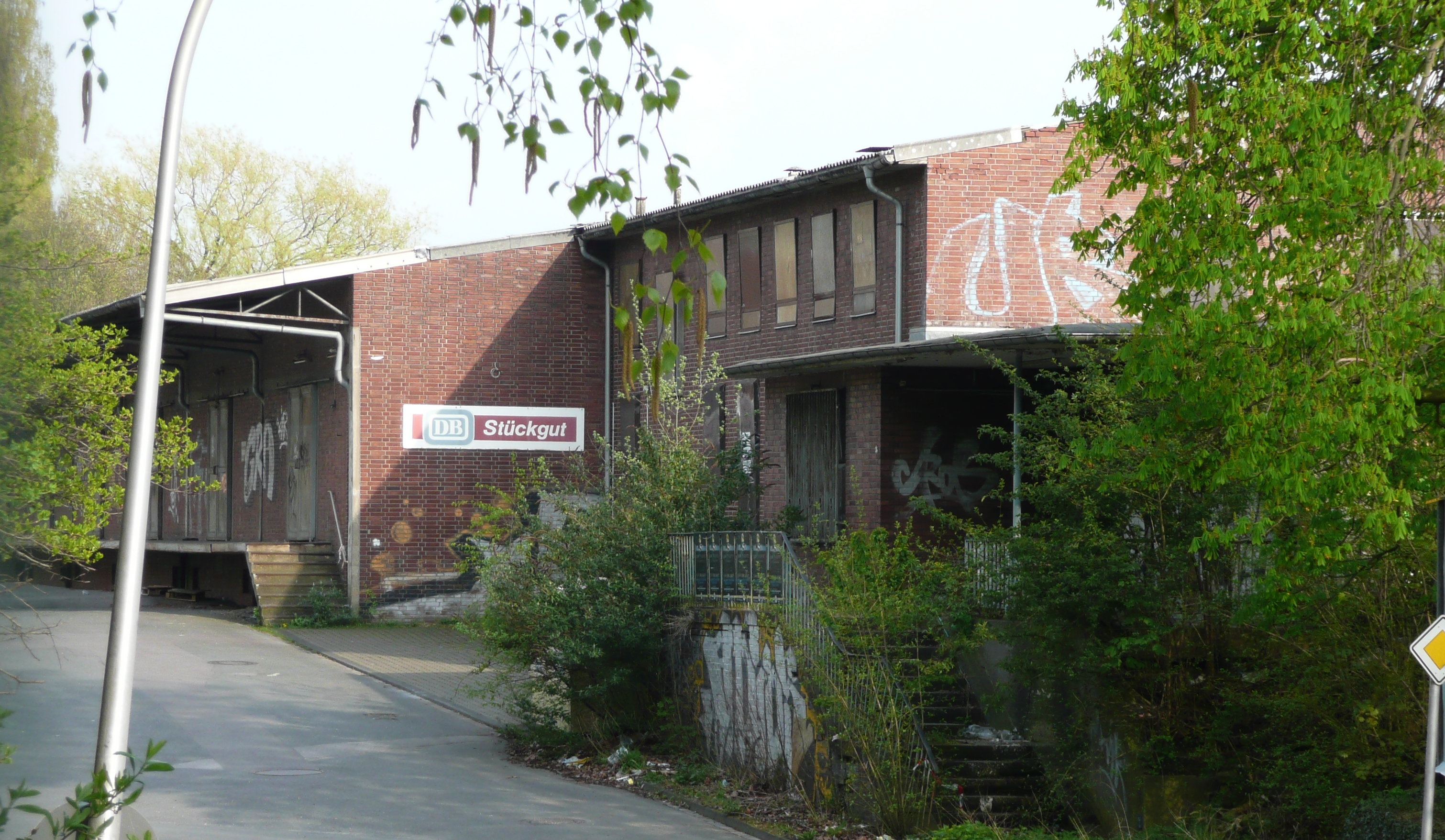
Bahnhof Witten Ost
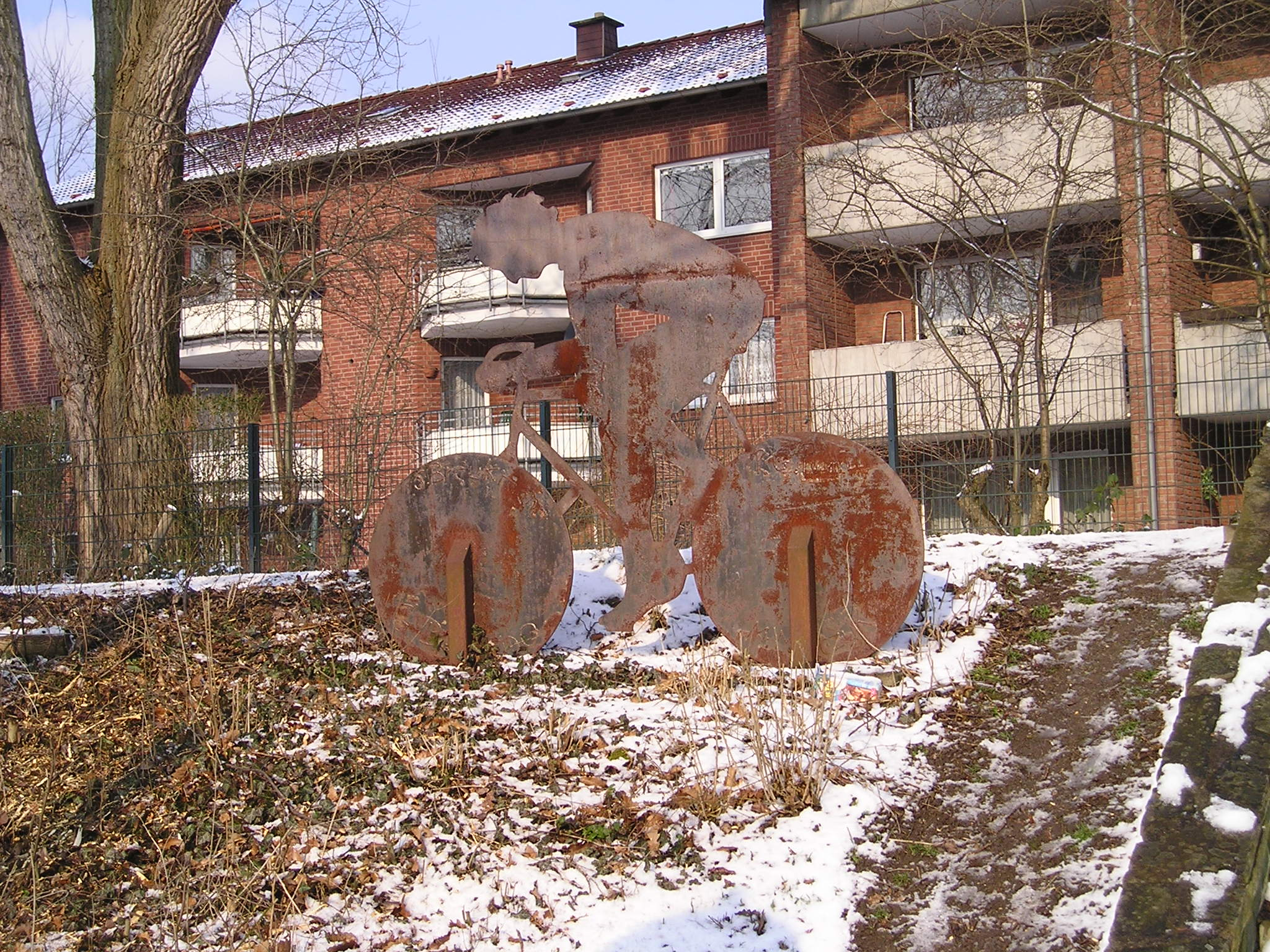
Radfahrerskulptur in Annen
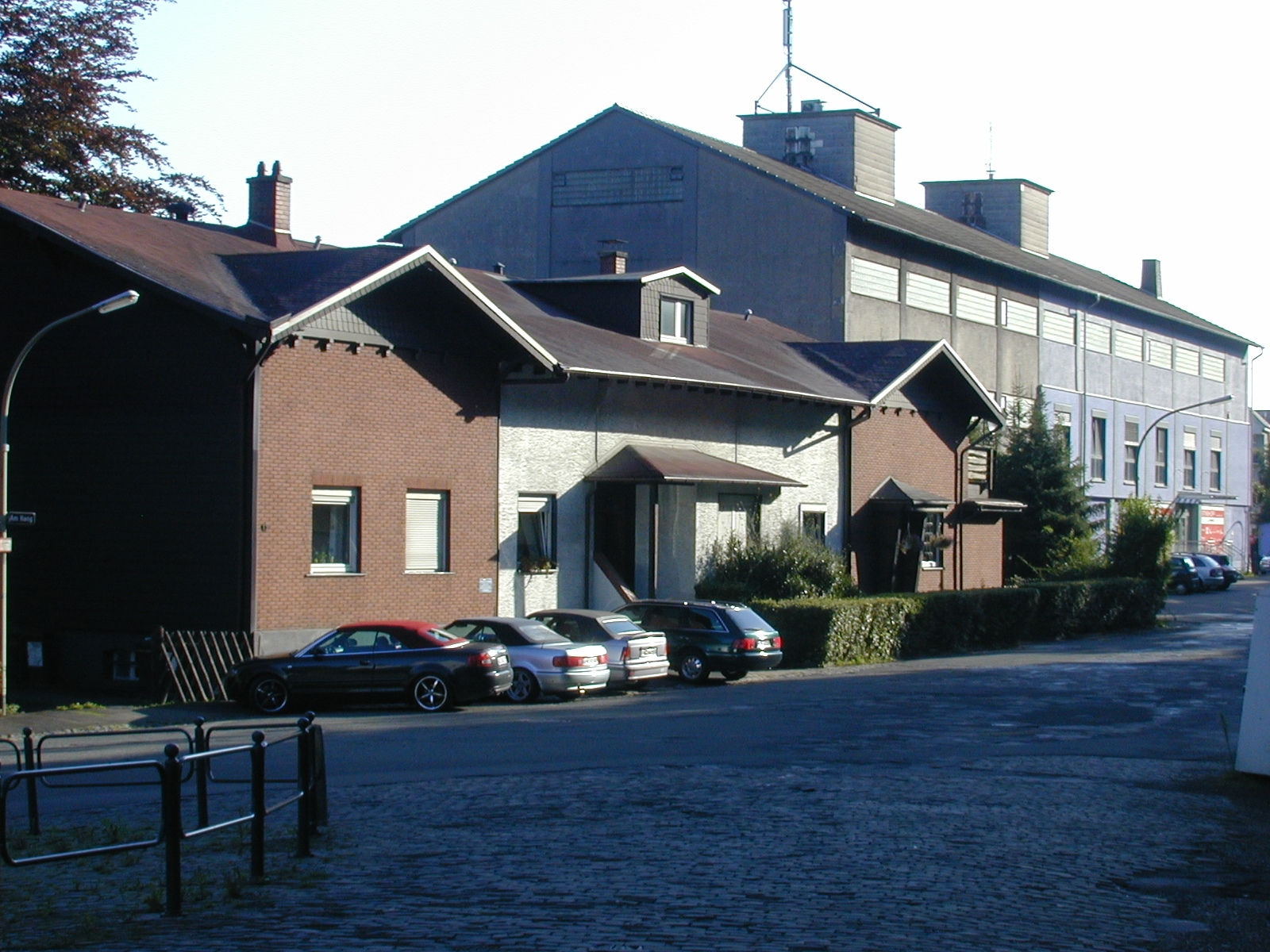
Ehemaliger Bahnhof Witten-Annen Süd
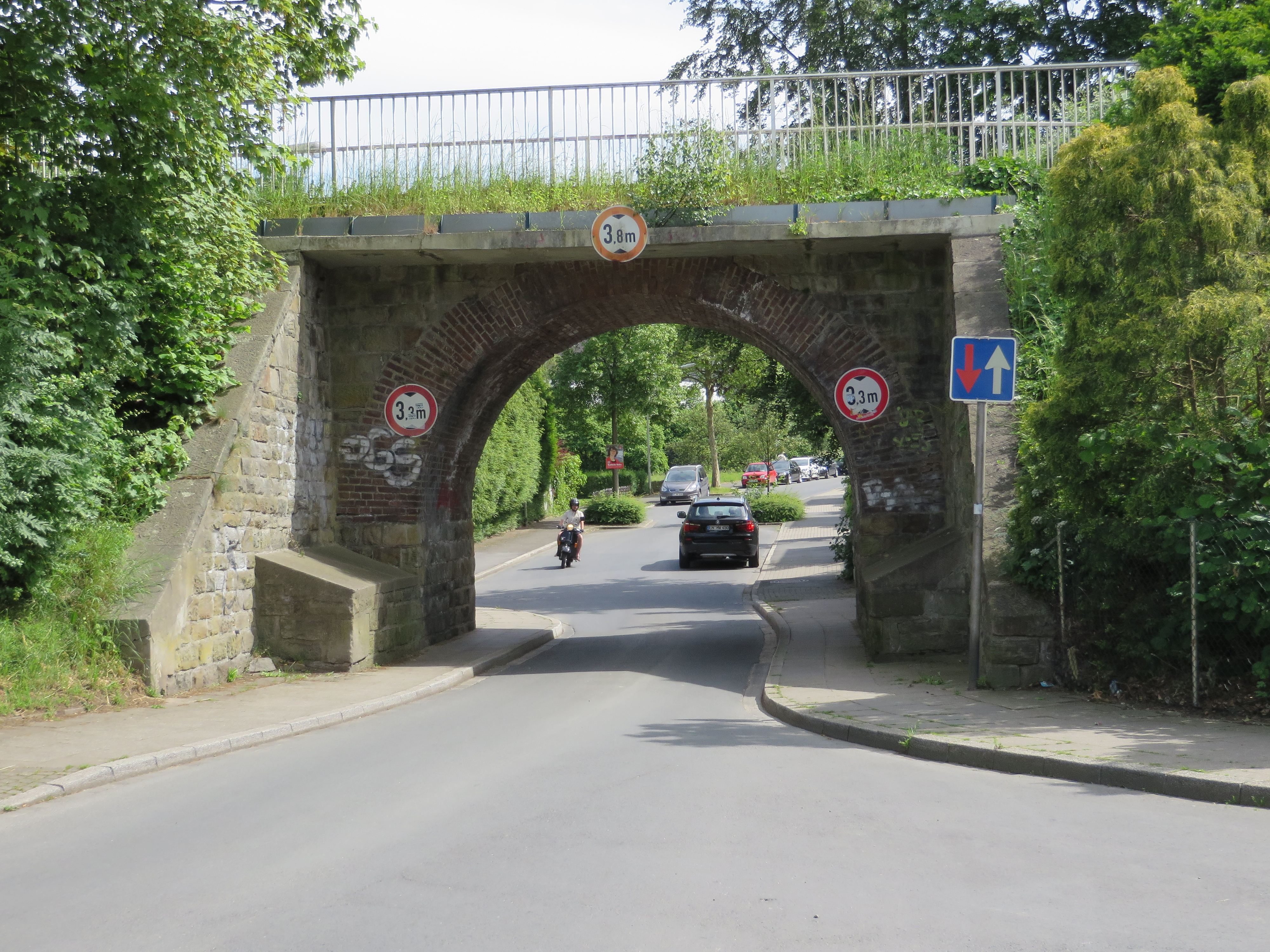
Überquerung der Brunebecker Straße in Witten-Rüdinghausen
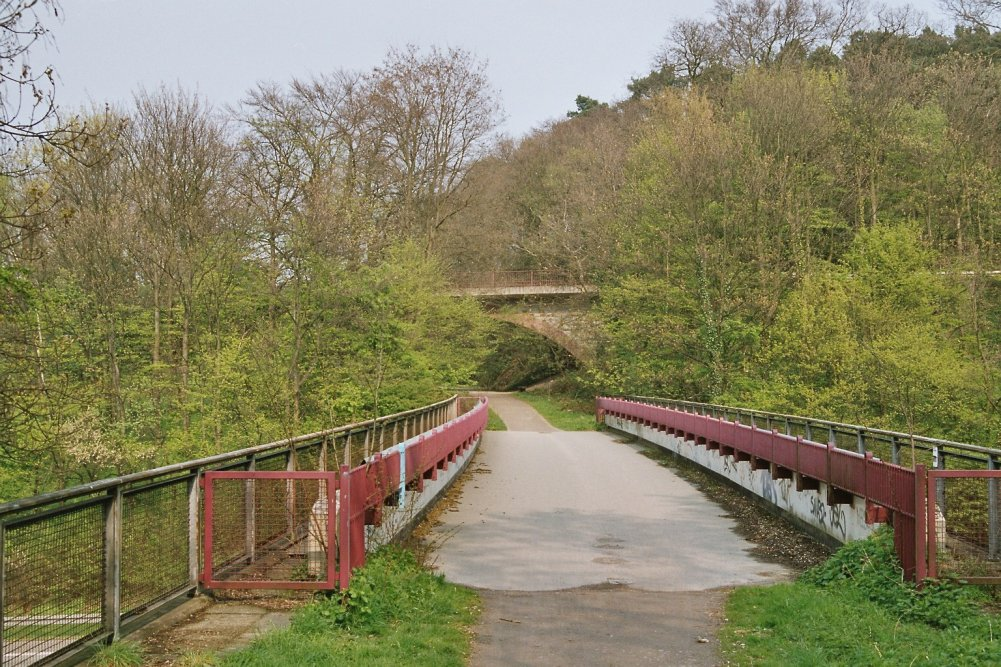
Brücke des Radwegs Rheinischer Esel über die A 45 in Dortmund
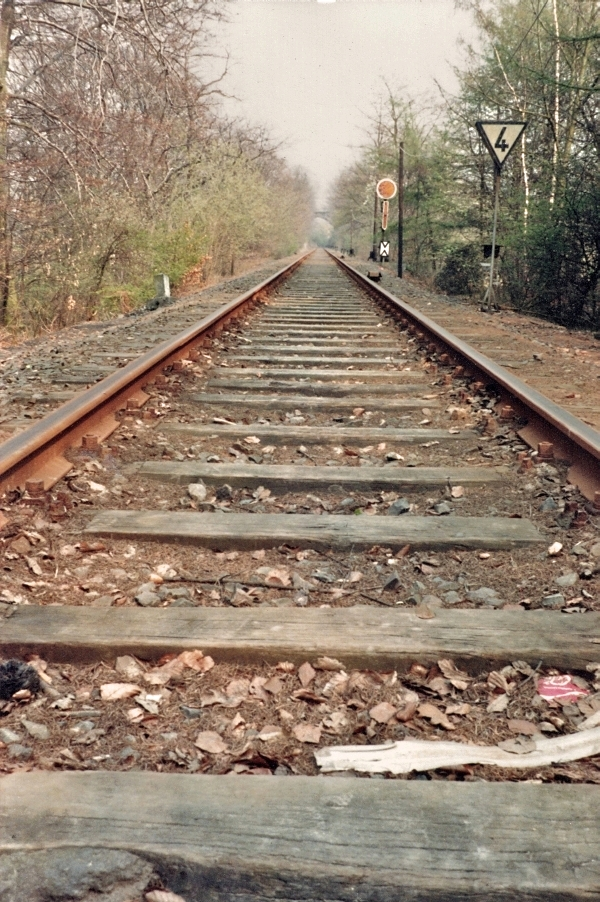
Waldstrecke vor Löttringhausen in den 1970ern
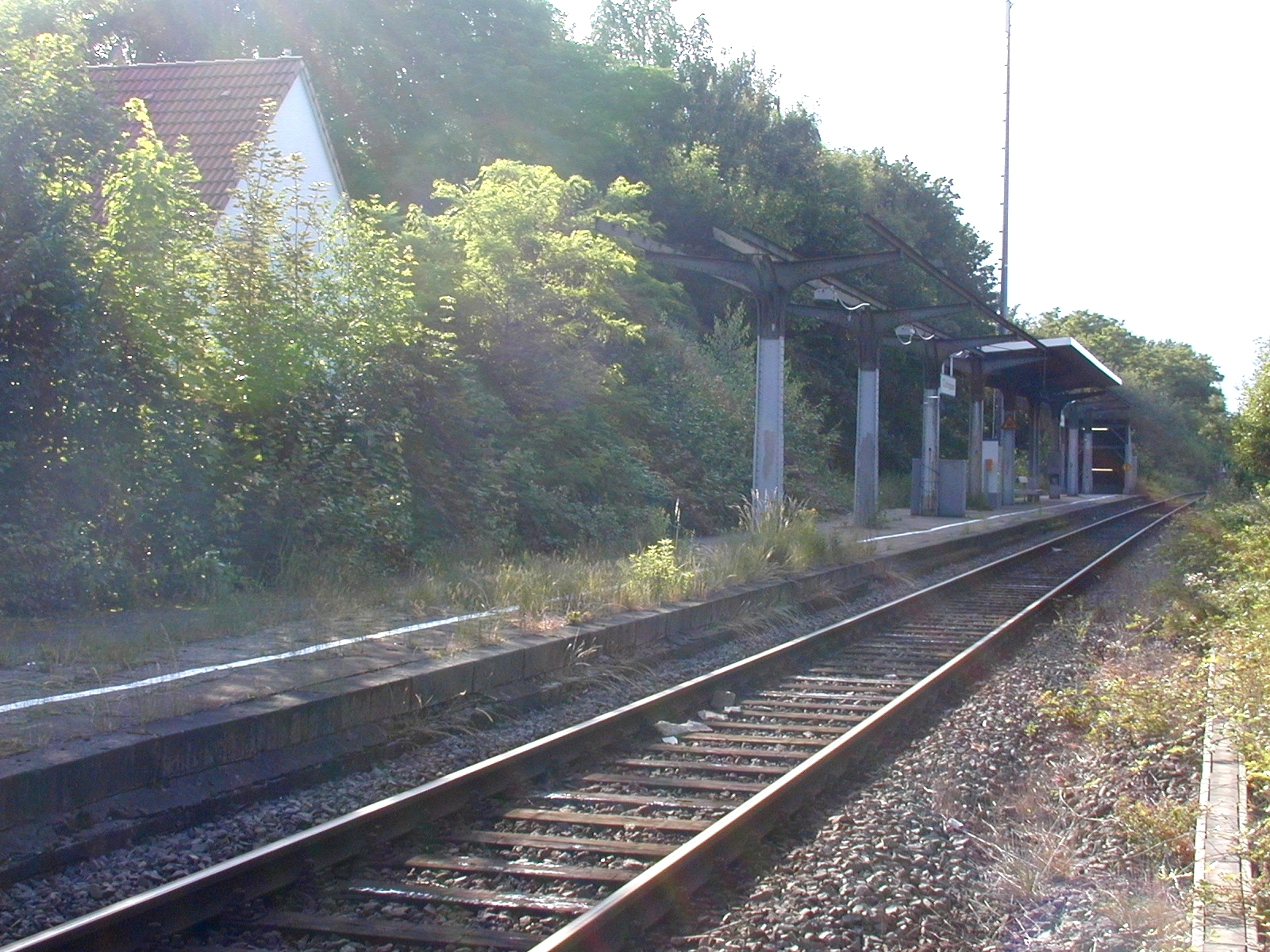
Links die überwachsene Trasse des Streckenendes in Löttringhausen